# 五泉林场
五泉林场，是中华人民共和国甘肃省张掖市临泽县下辖的一个类似乡级单位。

## 行政区划
五泉林场下辖以下地区：
五泉林场虚拟生活区。